# Nikitas Kaklamanis
Nikitas Kaklamanis (født 1. april 1946) er læge og græsk politiker, medlem af partiet Nea Dimokratia. 
Han sad i Europarlamentet 1994-1999, og han var medlem af det græske parlament i perioden1990-1994, og igen i 2000-2006.  
I 2007-2010 var han Athens borgmester, opstillet af Nea Dimokratia. 
Han kom ind i det græske parlament igen ved valget i 2012 og blev genvalgt i 2015. 